# Google Assistent
Google Assistent (på engelska Google Assistant) är en digital assistent driven av artificiell intelligens utvecklad av Google. Den finns i första hand på mobila enheter och på enheter för smarta hem. Till skillnad från Google Nu kan Google Assistent föra samtal genom tvåvägskommunikation.

## Historik
Google Assistent offentliggjordes i maj 2016 vid Google I/O som en del av meddelandeappen Allo samt den röststyrda högtalaren Google Home. De fanns till en början bara på telefonmodellerna Pixel och Pixel XL, men i februari 2017 började den införas på andra Android-enheter, inklusive tredje partens smartphonetillverkare och Android Wear. I maj samma år släpptes den som en självständig app för iOS.     
I och med tillkännagivandet av ett SDK i april 2017 har Googles Assistent utvidgats till att stödja en stor variation av enheter, som bilar och produkter för smarta hem. Assistentens funktionalitet kan även förstärkas av tredjepartsutvecklare. 
Användare interagerar huvudsakligen med Google Assistent genom sin röst, men det finns även stöd för tangentbordsinmatning. På samma sätt som Google Now kan Google Assistent söka på internet, schemalägga evenemang och sätta alarm, ändra hårdvaruinställningar på användarens enhet, och visa information från användarens Googlekonto. Google har meddelat att assistenten snart kommer kunna känna igen föremål och samla visuell information genom enhetens kamera, få stöd för att kunna handla varor, överföra pengar, samt känna igen låtar.   
Under 2018 års upplaga av Consumer Electronics Show (CES) presenterade Google sina första assistant-drivna smarta displayer (smarta högtalare med videoskärmar) med en planerad lansering i mitten av 2018.  Den 15 augusti 2018 lanserades Google Assistent på svenska.